# Episodi di Ho sposato uno sbirro (prima stagione)
La prima stagione di Ho sposato uno sbirro è stata trasmessa in prima visione in Italia da Rai 1 dal 13 aprile al 6 maggio 2008.
| nº | Titolo                   | Prima TV Italia |
| -- | ------------------------ | --------------- |
| 1  | Un caso di nozze         | 13 aprile 2008  |
| 2  | Il custode della memoria | 15 aprile 2008  |
| 3  | Pericolosamente          | 15 aprile 2008  |
| 4  | Per un figlio            | 22 aprile 2008  |
| 5  | Solo per amore           | 22 aprile 2008  |
| 6  | La venere scomparsa      | 29 aprile 2008  |
| 7  | Mandorle amare           | 29 aprile 2008  |
| 8  | Segreto di famiglia      | 5 maggio 2008   |
| 9  | Questione di fiducia     | 5 maggio 2008   |
| 10 | La sposa etrusca         | 6 maggio 2008   |

## Un caso di nozze
- Diretto da: Carmine Elia[2]
- Scritto da: Mario Ruggeri

### Trama
La fiction si apre con il matrimonio lampo fra il commissario Santamaria e l'ispettore Morini, ma la coppia è costretta a sospendere all'aeroporto di Roma il viaggio di nozze per Santo Domingo a causa della morte, in un rogo, di una donna nota ai due, Giulia Lisetti: la fioraia che si era occupata dell'addobbo del loro matrimonio. Il marito della donna (Paolo Calabresi) sembra sconvolto. In seguito viene ucciso Maffei, un vivaista socio d'affari della Lisetti, e dei due omicidi viene sospettato il clan mafioso dei Vergara. Nel frattempo la PM Lorenza Alfieri, ex fidanzata di Diego, sembra non voler accettare il matrimonio e fa di tutto per introdursi nella vita dei due, fin quando Diego è costretto a rivelare tutto a Stella, che lo costringe a dormire sul divano.
- Ascolti Italia: telespettatori 6.325.000 – share 26,22%[3]

## Il custode della memoria
- Diretto da: Carmine Elia
- Scritto da: Mario Ruggeri

### Trama
All'interno del museo del Ghetto viene trovato il cadavere del direttore, Arturo Melodia, sotto a degli orribili graffiti antisemiti. Gli autori dei graffiti sarebbero dei ragazzi neonazisti, ma l'assassino non si trova ancora. Al caso di omicidio si affianca il furto di una spilla appartenente alla moglie di Melodia, che poi si rivela essere la soluzione del mistero. Stella inizia il suo lavoro a Roma proprio il giorno del compleanno di Diego, di cui lei si è dimenticata. Per rimediare prepara una bella cenetta e compra al marito una chitarra elettrica. 
- Ascolti Italia: telespettatori 6.794.000 – share 24,01%[3]

## Pericolosamente
- Diretto da: Carmine Elia
- Scritto da:

### Trama
Una psichiatra, Irene Mainetti, viene trovata uccisa nel suo appartamento poco prima del suo matrimonio. Il principale sospettato è Francesco, un suo paziente al quale viene data la caccia. Nel frattempo, a complicare la vita dei due protagonisti ci si mette Clarissa, la mamma di Stella, che si trasferisce a casa loro dopo una litigata con il marito. 
- Ascolti Italia: telespettatori 5.886.000 – share 23,79%[3]

## Per un figlio
- Diretto da: Carmine Elia
- Scritto da: Andrea Oliva

### Trama
Viene trovato il corpo di una ragazza ucraina sulle rive del Tevere. Diego e Stella indagano negli ambienti frequentati della giovane, soprattutto nella casa nella quale lavorava come domestica, dove una sua connazionale lavora ancora come babysitter. Il primo sospetto è rivolto verso il suo vecchio protettore, in quanto la ragazza, prima di trovare lavoro come domestica, era stata costretta ad entrare nel giro della prostituzione.
Nel frattempo Stella crede di essere incinta e quando Diego lo scopre, all'insaputa della moglie, non sa come prendere la notizia.
- Ascolti Italia: telespettatori 7.192.000 – share 25,97%[3]

## Solo per amore
- Diretto da: Carmine Elia
- Scritto da: Andrea Oliva, Mario Ruggeri

### Trama
Durante un semplice prelievo in banca, Diego viene ferito da un colpo di pistola nel tentativo di salvare una bambina. Fortunatamente non viene colpito nessun organo vitale e Lorenza gli dona anche il suo sangue per salvargli la vita. L'episodio scatena nel commissario dei brutti ricordi del passato, dato che il padre morì in una rapina in banca per tentare di salvarlo. Nel frattempo gli altri agenti indagano sul rapinatore e sul basista che viene trovato ferito gravemente. I casi sono legati?
- Ascolti Italia: telespettatori 6.566.000 – share 27,54%[3]

## La venere scomparsa
- Diretto da:
- Scritto da:

### Trama
Il corpo di un noto truffatore viene trovato carbonizzato nella sua auto. Questo porta ad un giro di traffico di opere d'arte e Stella interviene in prima persona per riuscire a risolvere il caso. Nel frattempo Diego scopre che il conto in banca è in rosso e Stella non da una mano nel salvare le finanze.
- Ascolti Italia: telespettatori 6.374.000 – share 24,03%[3]

## Mandorle amare
- Diretto da:
- Scritto da: Mario Ruggeri

### Trama
Su una panchina di Villa Borghese viene trovata morta un giovane avvocato, Iris Agliardi, impegnata in quei giorni con un caso di stupro. Il principale indiziato non può essere che il ragazzo accusato, ma il padre di Stella complica le cose in quanto è l'avvocato dello stesso ragazzo. Intanto Lorenza ha avuto un incidente di auto e chiama in aiuto Diego nel cuore della notte, mandando su tutte le furie Stella.
- Ascolti Italia: telespettatori 6.374.000 – share 26,18%[3]

## Segreto di famiglia
- Diretto da:
- Scritto da: Andrea Oliva

### Trama
Viene trovato morto il proprietario di un barcone sul Tevere. I sospetti cadono sull'ex marito della convivente della vittima e sembra essere coinvolto anche il figlio di Lojacono. Diego intanto organizza una gita in Spagna con la moto insieme agli amici, ma Stella vuole ristrutturare il bagno. Diego deve decidere se esaudire il desiderio della moglie o andare a Barcellona come vorrebbe.
- Ascolti Italia: telespettatori 6.555.000 – share 24,21%[3]

## Questione di fiducia
- Diretto da: Giorgio Capitani
- Scritto da: Francesco Arlanch, Mario Ruggeri, Lea Tafuri

### Trama
In un circolo di tennis viene trovato il cadavere del direttore. Principale sospettato è il fratello di Lorenza, maestro di tennis, che sembra avere buone ragioni per volere la morte del capo. Il caso avvicina Diego e Lorenza, così Stella decide d'andarsene di casa.
- Altri interpreti: Nino Frassica
- Ascolti Italia: telespettatori 5.892.000 – share 26,33%[3]

## La sposa etrusca
- Diretto da:
- Scritto da: Mario Ruggeri

### Trama
Fra le rovine di una tomba etrusca viene trovato il corpo di una giovane ragazza. Mentre le indagini girano intorno all'ambiente universitario e dei tombaroli, il matrimonio tra Stella e Diego è in crisi. Stella vuole un figlio ma Diego non si sente ancora pronto così lei torna a casa dei suoi. Diego incontra dopo tanto tempo il suo compagno di banco del liceo che adesso è diventato il direttore del Museo Etrusco. Ma durante l'indagine Stella viene investita e ricoverata in ospedale e al suo risveglio confessa al marito Diego di essere incinta, alla fine si scopre che i due aspettano due gemelli e che lei sta per partorire. L'episodio si conclude con i due che agitati vanno in ospedale, e con Diego che le chiede se stanno per avere un bimbo o una bimba, ma Stella gli dice che non ce n'è in arrivo solo uno.
- Ascolti Italia: telespettatori 7.323.000 – share 28,70%[3]